# Гуреев, Юрий Семёнович
Ю́рий Семёнович Гуре́ев (настоящая фамилия Гуревич; 6 декабря 1941 года, Москва — 3 марта 2008 года, Хайфа, Израиль) — советский и российский поэт-песенник.

## Биография
Как поэт-песенник Юрий Гуреев получил известность в 1980-е годы. Песни на его стихи были очень популярны, некоторые из них вошли в известные кинофильмы. Сотрудничал с такими композиторами, как Теодор Ефимов, Юрий Эрикона, Аркадий Укупник и другие. Среди исполнителей его песен — рок-группа «Альфа», ВИА «Акварели», Михаил Боярский, Филипп Киркоров, Лада Дэнс, Павел Смеян, Ирина Понаровская, Юрий Лоза. Песня композитора Леонида Смилянского «Лейся, песня!» на стихи Гуреева была в своё время визитной карточкой одноимённого ансамбля «Лейся, песня»..
В 1990-е годы Юрий Гуреев эмигрировал в Израиль.
Умер 3 марта 2008 года в городе Хайфе от сердечного приступа.

## Дискография
- 1990 — «Музыка — круглый год». Песни на слова Юрия Гуреева (винил)[4]

## Популярные песни
1. «Игра в четыре руки» (музыка Аркадия Укупника), исполняет Ирина Понаровская
2. «Ты со мной» (музыка Сосо Павлиашвили), исполняет Ирина Понаровская
3. «Лучший день» (музыка Игоря Леня), исполняет Ирина Понаровская
4. «Алый парус» (музыка Юрия Эриконы), исполняет Михаил Боярский
5. «Яхта» (музыка Алексея Аедоницкого), исполняет Павел Смеян
6. «Осенний сюжет» (музыка Александра Скоробогатова), исполняет Филипп Киркоров
7. «А за окном сыпет снег» (музыка Теодора Ефимова), исполняет Светлана Лазарева[4][8][3]
8. «Что такое один» (музыка Сергея Сарычева), исполняет рок-группа «Альфа» Сергея Сарычева
9. «Воздушный сон» (музыка Владимира Кызылова), исполняет Ника
10. «Тойота» (музыка Владимира Кызылова), исполняет Александр Айвазов
11. «Алло, мадам» (музыка А. Глаголева), исполняет Эмин Бабаев
12. «Полярная звезда» (музыка Виктора Березинского), исполняет Виктор Березинский
13. «Зелёный остров» (музыка Виктора Березинского), исполняет Виктор Березинский
14. «В деревне Ёжики» (музыка Виктора Березинского), исполняет Виктор Березинский
15. «Юные романтики» (музыка Владимира Перекрёстова), для лагеря «Артек»
16. «Севастополь» (музыка Владимира Михайлова), исполняет Игорь Артамонов (и другие)
17. «Далеко ли, близко ли» (музыка Георгия Струве), для детского хора
18. «Подмосковье» (музыка Георгия Струве), для детского хора
19. «Быть может» (русский текст Ю. Гуреева, музыка Анны Герман), исполняет Анна Герман
20. «Человеческая судьба» (русский текст Ю. Гуреева, музыка Анны Герман), исполняет Анна Герман
21. «Такси» (музыка Владимира Чернякова), исполняет Владимир Черняков
22. «Белый пароход» (музыка Бориса Рычкова), исполняет Маргарита Суворова